# Lijst van voetbalinterlands Colombia - Duitse Democratische Republiek
Deze lijst van voetbalinterlands is een overzicht van alle officiële voetbalwedstrijden tussen de nationale teams van Colombia en de Duitse Democratische Republiek. De landen speelden een keer tegen elkaar: een vriendschappelijke wedstrijd, gespeeld op 15 februari 1973 in Bogota.

## Wedstrijden
| № | Plaats | Datum            | Competitie        | Wedstrijd                                 | Uitslag |
| - | ------ | ---------------- | ----------------- | ----------------------------------------- | ------- |
| 1 | Bogota | 15 februari 1973 | Vriendschappelijk | Colombia – Duitse Democratische Republiek | 0 – 2   |

## Samenvatting
| Competitie        | Totaal gespeeld | Winst Colombia | Gelijk | Winst DDR | Doelsaldo Colombia – DDR |
| ----------------- | --------------- | -------------- | ------ | --------- | ------------------------ |
| Vriendschappelijk | 1               | 0              | 0      | 1         | 0 − 2                    |
| Totaal            | 1               | 0              | 0      | 1         | 0 − 2                    |

Wedstrijden bepaald door strafschoppen worden, in lijn met de FIFA, als een gelijkspel gerekend.

## Details

### Eerste ontmoeting
| Vriendschappelijk (Bogota, Colombia, 15 februari 1973): |              | |
| Colombia | 0 – 2        | Duitse Democratische Republiek |
| | goals        | 25' Joachim Streich 70' Lothar Kurbjuweit |
| Todor Veselinović | bondscoach   | Georg Buschner |
| Senen Mosquera 46' Dario López Arturo Rafael Segovia 46' Henry Caicedo Gerardo Moncada Alfonso Canon 46' Hermen Segrera Alejandro Brand Willington Ortíz Saulo García Jaime Morón | opstellingen | Wolfgang Blochwitz Manfred Zapf Gerd Kische Hans-Jürgen Dörner Bernd Bransch Lothar Kurbjuweit Wolfgang Seguin Jürgen Pommerenke Hans-Jürgen Kreische 65' Peter Ducke 50' Joachim Streich |
| Otoniel Quintana 46' Óscar Ortega 46' Adolfo Andrade 46' | wissels      | 50' Jürgen Sparwasser 65' Frank Richter |
| - Debuut van Willington Ortíz en Henry Caicedo voor Colombia. |              | |